# Верхний Мизур
Верхний Мизур — упразднённое селение в Алагирском ущелье Северной Осетии — Алании. Расположено у подножия Скалистого хребта, к востоку от селения Гусойта.

## История
До появления пос. Мизур (в глубине Алагирского ущелья, на берегу реки Ардон) носил название Мизур (осет. Мызур) или вместе с отсёлками именовался общим названием осет. Стыр Мызур (Великий/Большой Мизур).
Об упразднении села объявлено Письмом Президиума Верховного Совета Северо- Осетинской АССР № 217 от 26.03.1982 (Реестр нормализованных названий ранее существовавших географических объектов, зарегистрированных в АГКГН на 18.11.2010. Республика Северная Осетия-Алания)

## Известные уроженцы
- Зангиев, Бабу Касаевич (1869—1937) — осетинский общественный деятель, педагог и переводчик.
- Хохов, Аслан-Гирей Знаурович (1894—1965) — советский осетинский график, Заслуженный деятель искусств Северо-Осетинской АССР

## Достопримечательности
Имеются историко-архитектурные памятники: некрополь (склеповые сооружения), сторожевые башни, церковь Архангела Михаила (1890 г.)